# Гринфельд, Цвия
Цвия Гринфельд (ивр. צביה גרינפילד‎, род. 1945, Иерусалим) — израильский политик и бывший депутат Кнессета от партии Мерец. Она была первой женщиной-хареди, ставшей депутатом Кнессета.

## Биография
Гринфельд родилась в Иерусалиме в 1945 году. Она выросла в семье харедим и посещала школу Бейт-Яаков. Она получила степень магистра философии и истории в Еврейском университете в Иерусалиме, а затем степень доктора философии по политической философии. К политической деятельности Гринфельд приступила в начале 1990-х годов. В 1993 году она основала Институт «Мифне» («точка опоры») для содействия миру, терпимости и демократии в ортодоксальном обществе. Она была одной из основателей организации «Ортодоксальные женщины за святость жизни», которая выступала против израильской оккупации Южного Ливана. Гринфилд является членом Совета директоров Бецелем и была среди подписавших Женевские соглашения. Она написала книгу «Они боятся: как ортодоксы и ультраортодоксы стали ведущей силой в Израиле». Гринфилд живёт в Хар-Нофе, а её пятеро детей посещают ортодоксальные сионистские школы.
В 2006 году Гринфилд решила строить парламентскую карьеру. Она была в списке партии «Мерец» на выборах в Кнессет 17-го созыва и заняла шестое место по результатам внутреннего голосования 700 из 1000 членов центрального комитета партии «Мерец» после председателя Йоси Бейлина, Рана Коэна, Авшалома Вилана, Захавы Гальон и Хаима Орона. Партия «Мерец» получила пять мест. 4 ноября 2008 года Гринфилд сменила Бейлина, который ушёл из политики, и стала первой женщиной-хареди, принесшей присягу в Кнессете. Перед выборами 2009 года она вновь заняла шестое место в списке «Мерец». Однако она потеряла своё место на выборах в феврале 2009 года, поскольку представительство партии сократилось до трёх мест.
Гринфилд выступает против израильской оккупации палестинских территорий и поддерживает решение израильско-палестинского конфликта на основе принципа Два государства для двух народов вдоль «зелёной линии» с «незначительными корректировками». Она называет себя социал-демократом и сторонницей сильного государства всеобщего благосостояния. Она не прислушивается ни к одному раввину, утверждая, что современные израильские раввины не продвигают интересы своих последователей. Она также обвинила их в том, что они не подготовили своих последователей к плану размежевания с Газой. По собственным словам Гринфельд остаётся ортодоксальной иудейкой, не меняя конфессию на реформистский или консервативный иудаизм, потому что верит в преемственность, чувствует близость к еврейской традиции и истории и привержена соблюдению Галахи.
Гринфилд считает себя ортодоксальной женщиной с ценностями, схожими с ценностями жителей США и Европы, и принимает разделение религии и государства, которое, по её мнению, необходимо и в Израиле для спасения иудаизма. Она поддерживает права геев и однополые браки. В своей книге она обвиняет харедим в использовании детских пособий в качестве источника дохода. Она пользуется лифтами в Шаббат и у неё есть домашняя собака. Она вызвала споры среди харедим, и журналист-хареди Коби Ариели заявил, что она не является настоящей хареди, потому что у неё есть собака, и что «настоящие харедим» ненавидят Мерец.